# テンション上がる会?〜地球のことで熱くなれ!〜
『テンション上がる会?〜地球のことで熱くなれ!〜』（テンションあがるかい ちきゅうのことであつくなれ）は、テレビ朝日系列で2017年10月22日から2018年3月4日まで日曜13:55 - 14:40に放送されていたバラエティ番組である。

## 概要
本番組では、あらゆるテーマについて、「テンションが上がる話」として、魅力を発信する。

## 出演者
MC
- 今田耕司
- 指原莉乃

## ネット局
| 放送対象地域   | 放送局                   | 系列           | 放送日時           | ネット状況 |
| -------------- | ------------------------ | -------------- | ------------------ | ---------- |
| 関東広域圏     | テレビ朝日（EX）         | テレビ朝日系列 | 日曜 13:55 - 14:40 | 制作局     |
| 北海道         | 北海道テレビ（HTB）      | テレビ朝日系列 | 日曜 13:55 - 14:40 | 同時ネット |
| 青森県         | 青森朝日放送（ABA）      | テレビ朝日系列 | 日曜 13:55 - 14:40 | 同時ネット |
| 岩手県         | 岩手朝日テレビ（IAT）    | テレビ朝日系列 | 日曜 13:55 - 14:40 | 同時ネット |
| 宮城県         | 東日本放送（KHB）        | テレビ朝日系列 | 日曜 13:55 - 14:40 | 同時ネット |
| 秋田県         | 秋田朝日放送（AAB）      | テレビ朝日系列 | 日曜 13:55 - 14:40 | 同時ネット |
| 山形県         | 山形テレビ（YTS）        | テレビ朝日系列 | 日曜 13:55 - 14:40 | 同時ネット |
| 福島県         | 福島放送（KFB）          | テレビ朝日系列 | 日曜 13:55 - 14:40 | 同時ネット |
| 新潟県         | 新潟テレビ21（UX）       | テレビ朝日系列 | 日曜 13:55 - 14:40 | 同時ネット |
| 長野県         | 長野朝日放送（abn）      | テレビ朝日系列 | 日曜 13:55 - 14:40 | 同時ネット |
| 静岡県         | 静岡朝日テレビ（SATV）   | テレビ朝日系列 | 日曜 13:55 - 14:40 | 同時ネット |
| 石川県         | 北陸朝日放送（HAB）      | テレビ朝日系列 | 日曜 13:55 - 14:40 | 同時ネット |
| 中京広域圏     | メ〜テレ（NBN）          | テレビ朝日系列 | 日曜 13:55 - 14:40 | 同時ネット |
| 近畿広域圏     | 朝日放送（ABC）          | テレビ朝日系列 | 日曜 13:55 - 14:40 | 同時ネット |
| 広島県         | 広島ホームテレビ（HOME） | テレビ朝日系列 | 日曜 13:55 - 14:40 | 同時ネット |
| 山口県         | 山口朝日放送（yab）      | テレビ朝日系列 | 日曜 13:55 - 14:40 | 同時ネット |
| 香川県・岡山県 | 瀬戸内海放送（KSB）      | テレビ朝日系列 | 日曜 13:55 - 14:40 | 同時ネット |
| 愛媛県         | 愛媛朝日テレビ（eat）    | テレビ朝日系列 | 日曜 13:55 - 14:40 | 同時ネット |
| 福岡県         | 九州朝日放送（KBC）      | テレビ朝日系列 | 日曜 13:55 - 14:40 | 同時ネット |
| 長崎県         | 長崎文化放送（NCC）      | テレビ朝日系列 | 日曜 13:55 - 14:40 | 同時ネット |
| 熊本県         | 熊本朝日放送（KAB）      | テレビ朝日系列 | 日曜 13:55 - 14:40 | 同時ネット |
| 大分県         | 大分朝日放送（OAB）      | テレビ朝日系列 | 日曜 13:55 - 14:40 | 同時ネット |
| 鹿児島県       | 鹿児島放送（KKB）        | テレビ朝日系列 | 日曜 13:55 - 14:40 | 同時ネット |
| 沖縄県         | 琉球朝日放送（QAB）      | テレビ朝日系列 | 日曜 13:55 - 14:40 | 同時ネット |

## スタッフ
- ナレーター：神島正和
- 構成：鈴木おさむ、樅野太紀、小杉四駆郎、平岡達哉
- TM：高田格
- TD：廣瀬義幸
- カメラ：斉藤紘志
- 映像：青木和敬
- 音声：廣瀬蓉子
- 照明：木内聡
- 技術協力：テイクシステムズ、テレテック
- 美術/デザイン：小谷知輝
- 美術進行：亀井直子、遠藤ゆか（いずれもテレビ朝日クリエイト）
- 大道具：作田慎之介
- 小道具：石井琢也
- モニター：下園拓也
- 電飾：千田徹哉
- ヘアメイク：川口カツラ店
- 編集：竹内美穂、藤河優、兵藤真澄、島田金治、岩品博之、髙田信志、岡本直人（AZABU PLAZA）
- MA：浅井佑人、大野健志、加々見信吾（麻布プラザ）
- 音効：波多野精二、上島光央（ラビットムーンオフィス）
- TK：中里優子（M&M）
- 宣伝：尾木実愛（テレビ朝日）
- デスク：北谷みづき
- 編成：小鴨翔、篠宮康希（2人共→テレビ朝日）
- 制作協力：吉本興業、東通企画、ゼロワン
- 制作スタッフ：宮川貴匡、岡本将明、榛葉崇太、右田理香、岡本英樹、三田村淳恵、初沢奈保子、数納はるな
- アシスタントプロデューサー：中尾まなみ、小倉文
- ディレクター：小石重蔵、新谷洋介、岩崎陽介、前田匡寛、阪口悠樹、高山賢一
- チーフディレクター：嶋中一人
- プロデューサー/ディレクター：三浦靖雄
- プロデューサー：佐々木聡、中田美津子、杉山宏道、白髭晋二、吉澤康平
- ゼネラルプロデューサー：本部純
- 制作著作：テレビ朝日